# Jan-Philippe Schlüter
Jan-Philippe Schlüter (* 9. November 1977 in Karlsruhe) ist ein deutscher Hörfunkjournalist. 

## Werdegang
Seit 1998 ist Schlüter als Reporter, Redakteur und Moderator in der ARD tätig. Jan-Philippe Schlüter studierte Politikwissenschaft in Berlin. Parallel zum Studium war er für verschiedene öffentlich-rechtliche Radiosender in Europa tätig. Er bereiste als Reporter 2004 die neuen EU-Mitgliedsstaaten und berichtete multimedial. Nach einem trimedialen Volontariat beim Südwestrundfunk wurde Schlüter 2007 stellvertretender Programmchef des SWR-Jugendprogramms DASDING. Daneben vertrat er mehrfach ARD-Korrespondenten, unter anderem in Südafrika. Ab 2009 war er in verschiedenen SWR-Strategiegruppen zur Erreichung junger Zielgruppen vertreten und war Gründungsmitglied des „Entwicklungslabors Junge Formate“, das für EinsPlus Fernsehformate für junge Menschen entwickelt und betreut. 
Von 2013 bis 2018 berichtete Schlüter als Hörfunkkorrespondent aus dem ARD-Studio Südliches Afrika in Johannesburg. Hier war er für die Berichterstattung aus Südafrika, Namibia, Angola, Botswana, Simbabwe und Mosambik zuständig. Für den Deutschlandfunk hat er an sechs Sendungen des täglichen Magazins „Hintergrund“ mitgewirkt.

## Auszeichnungen
Für seine Reportereinsätze in der Türkei bei der Berichterstattung über den sogenannten „Marco-Prozess“ wurde Jan-Philippe Schlüter 2008 mit dem Kurt-Magnus-Preis der ARD ausgezeichnet.